# El kéne indulni, meg kén’ házasodni
Az El kéne indulni, meg kén' házasodni kezdetű magyar népdalt Kodály Zoltán gyűjtötte 1910-ben Gyergyószentmiklóson.

## Feldolgozások
| Szerző          | Mire                       | Mű                                                      | Előadás |
| --------------- | -------------------------- | ------------------------------------------------------- | ------- |
| Kodály Zoltán   | ének, zongora              | Magyar népzene énekhangra és zongorára, I. füzet 4. dal | [ 2 ]   |
| Kodály Zoltán   | férfikar                   | Kit kéne elvenni?                                       | [ 3 ]   |
| Kodály Zoltán   | daljáték                   | Székely fonó, 15. dal                                   | [ 4 ]   |
| Weiner Leó      | zongora                    | Húsz könnyű kis darab, 12. darab                        | [ 5 ]   |
| Máriássy István | zongora vagy ének és gitár | Elindultam szép hazámból, 52. kotta                     |         |

## Kotta és dallam
| 1. El kéne indulni, meg kén' házasodni. De még az a kérdés, kit kéne elvenni. Jajajajj, jajajajj, kit kéne elvenni. | 2. Ha kisasszonyt veszek, nem tud szőni, fonni. Jaj, de szégyen nekem Pénzért gatyát venni. Jajajajj ... | 3. Ha öreget veszek, az mindig szomorú. Annak minden szava egy égiháború. Jajajajj ...       |
| 4. Ha szegényt megkérek, avval mit csináljak, egy koldusból kettőt ugyan mért csináljak? Jajajajj ...               | 5. Ha gazdagot veszek, mindig csak azt hányja, hogy az enyémből élsz, ebadta hitványa! Jajajajj ...      | 6. Az az egy reménység táplál ezután is, Jó lesz a legénység nékem továbbra is! Jajajajj ... |

## Felvételek
- 32 El kéne indulni, meg kén házasodni. cimbalom.nl (Hozzáférés: 2016. április 6.) (audió) arch
- El kéne indulni. YouTube (2014. december 16.)  (Hozzáférés: 2016. április 6.) (audió)
- El kéne indulni / tréfás dal. Barozda együttes  YouTube (2001)  (Hozzáférés: 2016. április 6.) (audió)